# 第101空挺師団 (アメリカ軍)
第101空挺師団（だい101くうていしだん、101st Airborne Division）は、アメリカ陸軍の師団のひとつ。ニックネームはスクリーミングイーグルス（Screaming Eagles, 「叫ぶ鷲」）で、モットーは「運命とのランデブー」（"Rendezvous With Destiny"）。編成自体は1918年から行われているが、本格的な運用は第二次世界大戦が始まってからであった。

## 沿革
1918年7月23日、第101師団本部が国民軍(National Army)の一部として設置され（当時は空挺能力はなかった。飛行機の歴史も参照）、同年11月2日にミシシッピ州キャンプ・シェルビーにて改めて結成された。12月11日には動員が解除される。1921年には師団本部が予備役として改めて設置され、同年9月10日ウィスコンシン州ミルウォーキーにて結成される。この時期、南北戦争におけるウィスコンシン義勇兵の伝統を受け継いで「叫ぶ鷲」（オールド・エイブ）が師団の象徴となった。1942年8月15日、陸軍空挺部隊の再編計画の一環として師団が解体される。そして翌8月16日、ルイジアナ州キャンプ・クレイボーンにて新師団長ウィリアム・C・リーを迎えて改めて第101空挺師団が設置されたのである。
第二次世界大戦中には、ノルマンディー上陸作戦、マーケット・ガーデン作戦、バルジの戦いなど、西部戦線における主要な降下作戦・防衛作戦に投入された。
第101空挺師団は日本が降伏したことを受けて1945年11月30日に復員されている。その後1948年と1950年に訓練師団として再編される。1954年にまた再建され、1956年には常備師団として再編されそれ以降はケンタッキー州のフォート・キャンベルを駐屯地とする（それ以前は同州のブレッキンリッジ基地を駐屯地としていたようである）。
1957年に部隊の一部が、アイゼンハワー大統領の命令で以前は白人のみ通えたリトルロック・セントラル高校に通うようになった黒人生徒達の護衛に付いた（アーカンソー州リトルロックで起きた「リトルロック高校事件」）。1960年代からはベトナム戦争に投入され、最初は第1旅団のみ派遣されたが、1967年には残りの部隊も派遣される。1968年にヘリボーン部隊（空中強襲師団）に改変された。その後も湾岸戦争、コソボ紛争、不朽の自由作戦、イラク戦争など、アメリカが関与した主要な戦争に派遣されている。
アメリカ陸軍において通常の歩兵師団が基本的に州単位で編成されるのに対し、第101師団は予備役師団としてすべての州の予備役が召集されて編成されたために「オールアメリカン（全米部隊）」として知られ、第82空挺師団とともに米陸軍の精鋭部隊として知られる（ちなみに、部隊章に「オールアメリカン」の名があるのは82空挺師団の方）。この「州から独立した精鋭部隊」という位置づけは、州政府の人種隔離政策を連邦政府が実力で覆した「リトルロック高校事件」での活躍に繋がることになる。

## 編制

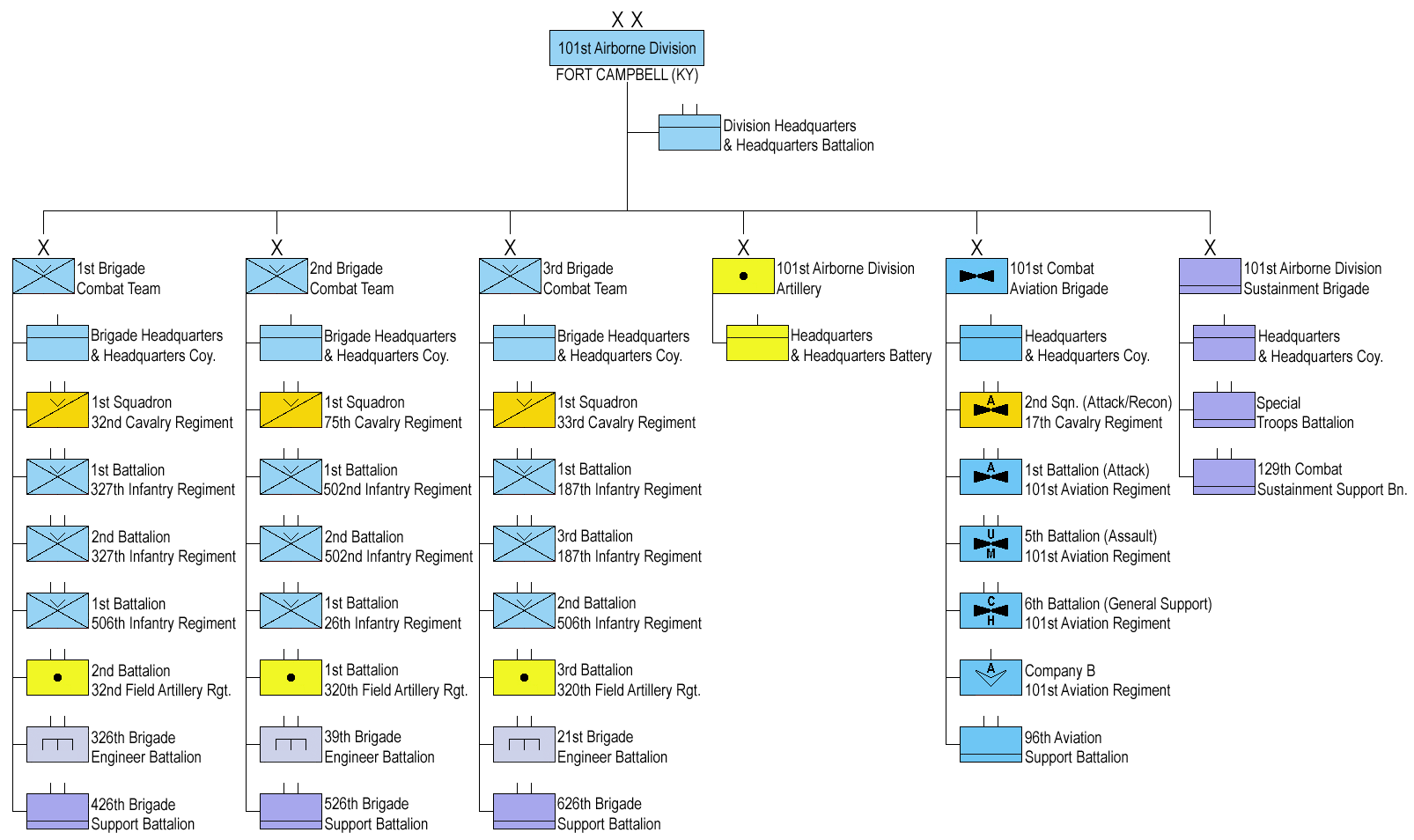
2021年時点の第101空挺師団の編成図

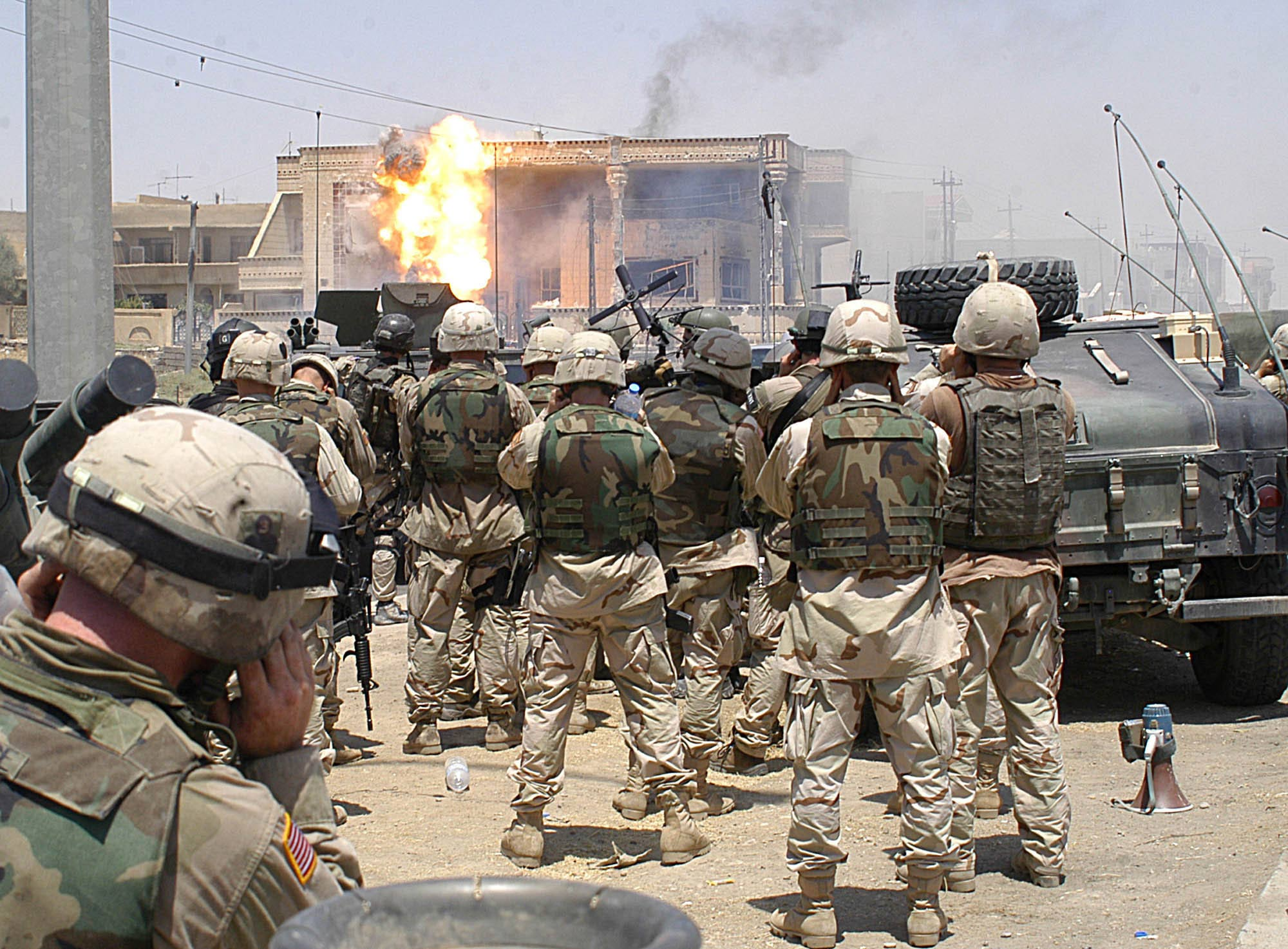
ウダイ、クサイ兄弟が立てこもる建物への攻撃を行う第101空挺師団と特殊部隊隊員（左奥の黒いヘルメットを被っている隊員）

第101空挺師団 師団司令部及び司令部大隊、3個歩兵旅団戦闘団、師団砲兵隊、戦闘航空旅団、維持旅団及び複数の付属部隊により構成されている。なお師団砲兵隊は、1個防空砲兵大隊のみを直接指揮しており、野戦砲兵大隊を隷下と
- 第32騎兵連隊第1大隊 ("Bandits")
- 第32野戦砲兵連隊第2大隊 ("Proud Americans")
- 第326旅団工兵大隊 ("Sapper Eagles")
- 第426旅団支援大隊 ("Taskmasters")

第2旅団戦闘団 ("Strike")(♥)
- 司令部及び司令部中隊 (HHC)
- 第502歩兵連隊第1大隊 ("First Strike")
- 第502歩兵連隊第2大隊 ("Strike Force")
- 第26歩兵連隊第1大隊 ("Blue Spaders")
- 第75騎兵連隊第1大隊 ("Widowmakers")
- 第320野戦砲兵連隊第1大隊 ("Top Guns")
- 第39旅団工兵大隊 ("Raptor")
- 第526旅団支援大隊 ("Best by Performance")

第3旅団戦闘団 ("Rakkasan")()
- 司令部及び司令部中隊 (HHC)
- 第187歩兵連隊第1大隊 ("Leader Rakkasans")
- 第187歩兵連隊第3大隊 ("Iron Rakkasans")
- 第506歩兵連隊第2大隊 ("White Currahee")
- 第33騎兵連隊第1大隊 ("War Rakkasans")
- 第320野戦砲兵連隊第3大隊 ("Red Knights")
- 第21旅団工兵大隊 ("Rak Solid")
- 第626旅団支援大隊 ("Assurgam")

第101空挺師団砲兵隊 ("Guns of Glory")(•)
- 司令部及び司令部中隊 ("Headhunters")

第32野戦砲兵連隊第2大隊、第320野戦砲兵連隊第1大隊、第320野戦砲兵連隊第3大隊は、それぞれ旅団戦闘団に属しており、砲兵隊の指揮下にはない。
戦闘航空旅団 (CAB) ("Wings of Destiny")(♦)
- 司令部及び司令部中隊 ("Hell Cats")
- 第17騎兵連隊第2大隊 ("Out Front")
- 第101航空連隊第1大隊 ("Expect No Mercy")
- 第101航空連隊第5大隊 ("Eagle Assault")
- 第101航空連隊第6大隊 (全般支援) ("Shadow of the Eagle")
- 第101航空連隊B中隊
- 第96航空支援大隊 ("Troubleshooters")

2015年に第159戦闘航空旅団が解散したのと同時に、第101戦闘航空旅団が第101空挺師団戦闘航空旅団に改称された。これにより第101空挺師団と戦闘航空旅団の名称が一致し、他の軽歩兵師団と同じ構成になった。
維持旅団 ("Life Liners")
- 司令部及び司令部中隊 (HHC)
- 特別任務大隊 ("Sustainers")
- 第129戦闘維持支援大隊 ("Drive the Wedge")

第101空挺師団維持旅団は、かつての第101空挺師団支援旅団から改称された部隊である。維持旅団の部隊の一部はかつて第18空挺軍団直轄の第101支援群に所属していた。2004年9月16日に第101支援旅団に改称され、2005年4月21日に第101維持旅団に改称されている。2016年に第101空挺師団維持旅団と改称されるまでは、独自の部隊章を使用していた。
付属部隊
- 第16憲兵旅団第716憲兵大隊 ("Peacekeepers")
- 第108防空砲兵旅団第44防空砲兵連隊第2大隊
- 第1176輸送中隊 (テネシー州陸軍州兵の補助部隊)
- 第2123輸送中隊 (ケンタッキー州陸軍州兵の補助部隊)